# Declaración de Corfú
La Declaración de Corfú fue el acuerdo alcanzado en julio de 1917 entre el Comité Yugoslavo, formado por políticos eslavos austrohúngaros en el exilio, y el Gobierno del Reino de Serbia para formar un nuevo Estado yugoslavo cuando finalizase la Primera Guerra Mundial y fue una de las circunstancias que hizo posible la creación del Reino de Yugoslavia.
Debilitadas ambas partes reunidas en Corfú por la postura aliada, la hostilidad italiana a la formación de un nuevo Estado, y la revolución en Rusia, las dos acordaron, tras largas y tensas negociaciones que duraron más de un mes, sus objetivos de guerra y las características del nuevo Estado yugoslavo que deseaban formar. La declaración conjunta que surgió del acuerdo supuso un impulso para la propaganda yugoslavista pero no logró una estrecha colaboración entre las partes durante el año y medio que aún duró la contienda mundial.

## Contexto
A pesar de proclamar un objetivo común -la unificación de las tres comunidades bajo los Karađorđević- pronto el Comité Yugoslavo y el Gobierno serbio de Pašić mostraron sus diferencias sobre cómo lograrlo. Se sucedieron las recriminaciones mutuas por la postura que debía mantenerse para oponerse al Tratado de Londres, las negociaciones para tratar de lograr el respaldo búlgaro a la Triple Entente o la organización de voluntarios para el frente. La postura Aliada, que no favorecía en principio la disolución de Imperio, la hostilidad italiana y la Revolución de Febrero en Rusia -que privó a Pašić de su principal adalid en la negociación diplomática y le obligó a contemporizar, moderando su panserbianismo- forzaron la cooperación de ambas partes. Para lograrla Pašić invitó a los representantes del Comité a Corfú en la primavera de 1917. Por su parte, el Comité Yugoslavo también tuvo que moderar sus demandas ante las ambiciones territoriales italianas, reconocidas por la Entente en el Tratado de Londres, que amenazaban los territorios que consideraban propios.
Las negociaciones, que duraron más de un mes, fueron tensas y llenas de recriminacines, pero resultaron en la Declaración de Corfú del 20 de julio de 1917.

## Partes negociadoras
Los dos principales responsables de la redacción de la Declaración de Corfú fueron el primer ministro serbio Nikola Pašić y el político croata exiliado Ante Trumbić, presidente del Comité. Pašić y los políticos cercanos a la corte habían mantenido el objetivo de una simple expansión a una Gran Serbia por medio de conquistas territoriales a costa del Imperio austrohúngaro derrotado como pretensión mínima, defendiendo en otros momentos la unión eslava, oscilando entre ambos objetivos durante la guerra.
El  parlamento serbio en el exilio aprobó la creación del Reino de Yugoslavia en una reunión celebrada en el Teatro Municipal de la isla griega de Corfú.
La declaración se firmó cerca del final de la Primera Guerra Mundial, en la isla de Corfú el 20 de julio de 1917 por el Comité Yugoslavo, formado por políticos austrohúngaros en el exilio, que representaban a los eslovenos, croatas y serbios que vivían en el Imperio austrohúngaro y, por otra parte, por los representantes del Reino de Serbia, con el patrocinio político de Gran Bretaña y Francia, en virtud del principio de autodeterminación nacional que habían proclamado como uno de sus objetivos en la contienda. La reunión no contó con representantes del Reino de Montenegro, pero el antiguo primer ministro de este país, Andrija Radović, enemistado con el rey Nicolás I de Montenegro, también en el exilio, respaldó la Declaración. Radović había fundado en Ginebra en febrero de 1917 el Comité Montenegrino para la Unificación Nacional, cercano a Pašić, que prefirió tratar con este que con el Gobierno montenegrino en el exilio.

## Términos de la Declaración

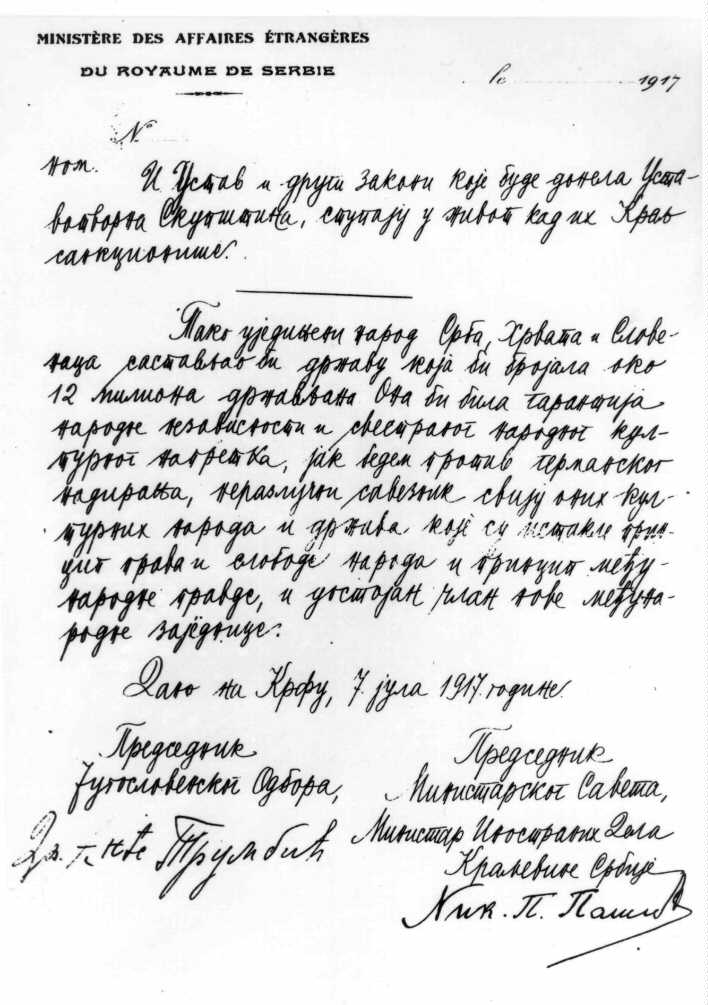
Segunda página de la Declaración.

La Declaración fue «el primer paso hacia la construcción del nuevo Estado de Yugoslavia», que habría de llamarse «Reino de los serbios, croatas y eslovenos», y preveía el establecimiento de  una monarquía parlamentaria basada en la dinastía Karađorđević, un territorio indivisible y poder unificado, con las tres denominaciones nacionales y los alfabetos latino y cirílico iguales ante la ley, libertad religiosa y sufragio universal. La Declaración afirmaba que serbios, croatas y eslovenos formaban una única nación, que deseaba su unificación de acuerdo al derecho de autodeterminación. Las banderas de cada comunidad tendrían igualdad con la de la nación. Se declaraba la necesidad de convocar una Asamblea Constituyente para establecer una Constitución que sería el origen de todos los poderes del nuevo Estado. La aprobación de la constitución debía hacerse por mayoría cualificada y ser aprobada por el rey de Serbia y la asamblea.
«Este Estado será una garantía de independencia nacional y de su civilización y progreso nacional, y una poderosa defensa contra la presión de los alemanes», concluía la Declaración.
La forma del Estado, centralista o federal, quedaba sin definir claramente, y la interpretación de ciertos pasajes de la declaración fue contradictoria. La declaración fue un acuerdo con concesiones mutuas entre los partidarios de un Estado federal y aquellos que abogaban por uno centralista, A pesar de incluir únicamente los asuntos en los que las dos partes habían logrado ponerse de acuerdo, el pacto mostró intención de cooperación y fue celebrado internacionalmente por los partidarios de la unión de los eslavos del sur.

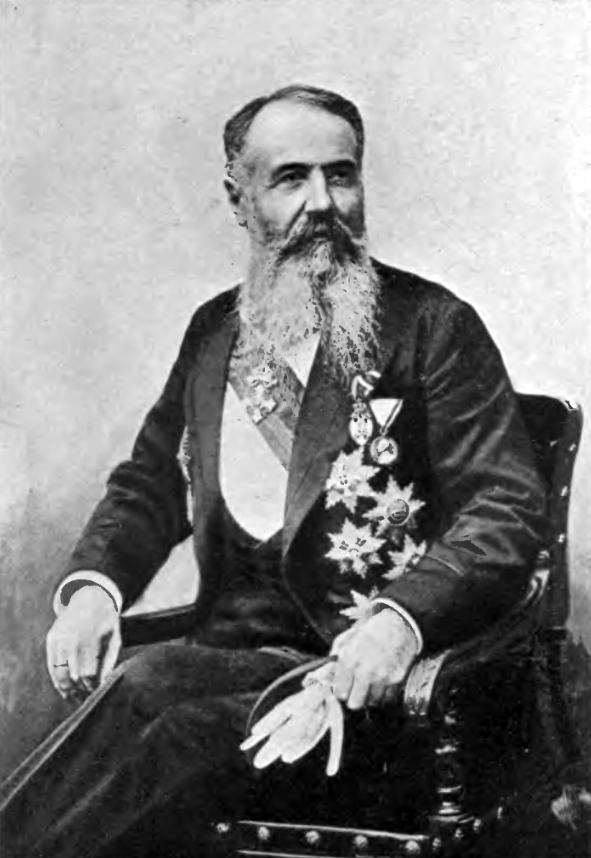
Nikola Pašić, primer ministro serbio, en el exilio, firmó la Declaración con los representantes del Comité Yugoslavo, aparcando temporalmente las diferencias entre ambos.

## Consecuencias
Como consecuencia de la Declaración, el nuevo Reino de los Serbios, Croatas y Eslovenos se creó el 1 de diciembre de 1918, tras la victoria de la Entente. La Declaración sirvió como base a las instrucciones que la delegación del nuevo Estado de los Eslovenos, Croatas y Serbios, formado por los territorios con población eslava del sur del Imperio austrohúngaro, recibió antes de partir a Belgrado a finales de noviembre de 1918 para tratar la formación del nuevo Estado yugoslavo con los representantes del Reino de Serbia.
Trumbić, antiguo miembro del Comité, fue nombrado ministro de Exteriores, y Pašić fue alejado temporalmente del poder a los pocos días, por decisión del regente Alejandro.